# 小行星20858
小行星20858（20858 Cuirongfeng）是一颗绕太阳运转的小行星，为主小行星带小行星。该小行星于2000年11月1日发现。
該小行星以獲得2004年英特爾國際科技展覽會二等獎的崔融豐命名。

## 轨道参数
小行星20858的轨道半长轴为2.6251092 UA，离心率为0.039。